# Arthur Linton
Arthur Linton (Seavington St Michael, Somerset, 27 de dezembro de 1868 - Aberaman, 23 de julho de 1896) foi um ciclista inglês, crescido em Gales, que correu no final do século XIX. De seu palmarés destaca a Bordéus-Paris de 1896.
Morreu oficialmente devido a uma Febre tifoide, mas seguramente foi em consequência do consumo de produtos dopantes.  

## Palmarés
- 1896
  - 1.º na Bordéus-Paris